# Dely Csaba
Dely Csaba László (Budapest, 1943. november 20. – 2024. március 31.) trombita-, szolfézs-, általános iskolai énektanár, zeneszerző. A Rázene Városi Fúvószenekar alapítója. Neves zenekarokban trombitált. Budapest XVII. kerületében, Rákosligeten lakott. 

## Életpályája
Tanulmányait a Liszt Ferenc Zeneművészeti Főiskolán és a ZTI-nél végezte trombita-, szolfézs-, általános iskolai énektanár szakon. Mestere Borat Rudolf volt. 1968 és 1976 között a Fővárosi XVII. ker Bartók Béla Általános Zeneiskola (ma: Bartók Béla Alapfokú Művészeti Iskola) tanára, 1976-tól igazgatóhelyettese, később igazgatója volt. 1974-től a Fővárosi XVII. ker. Dózsa György Művelődési Központ fúvószenekarának vezetője.
Pedagógiai célú fúvószenekari és fúvós kamaraművek szerzője. Szerkesztője és társszerzője volt a „100 éves az Erkel Ferenc Zeneiskola” című kiadványnak. Ő volt a Rákosmenti Zenebarátok Egyesülete és a Budapestért Díjjal kitüntetett RÁZENE Városi Fúvószenekar alapítója.
Számos rendezvényt tett hagyománnyá Rákosmentén, mint pl. a Bartók Béla Zenei Napok, a Nyári Fuvallat, az Udvar-Házi Koncert és a Rázene Fesztivál. Dely Csaba nevéhez számos bel- és külföldi zenei cserekapcsolat fűződik.

## Díjai, elismerései
- Szocialista Kultúráért (1981)
- Kiváló Munkáért (1986, a fúvószenekarral)
- Arany diploma (1981)
- Rákosmente díszpolgára